# Lindenau (Radebeul)
Lindenau, bis 1919 eine selbstständige Landgemeinde, ist heute ein Stadtteil sowie eine Gemarkung von Radebeul im Landkreis Meißen in Sachsen. Lindenau liegt zum nördlichen Stadtrand hin, Richtung Friedewald, ist jedoch bis auf ein kleines Grenzstück zu Naundorf vollständig von Kötzschenbroda-Oberort eingefasst. Die Gemarkung hatte im Jahr 1900 eine Größe von 33 Hektar.

## Geschichte

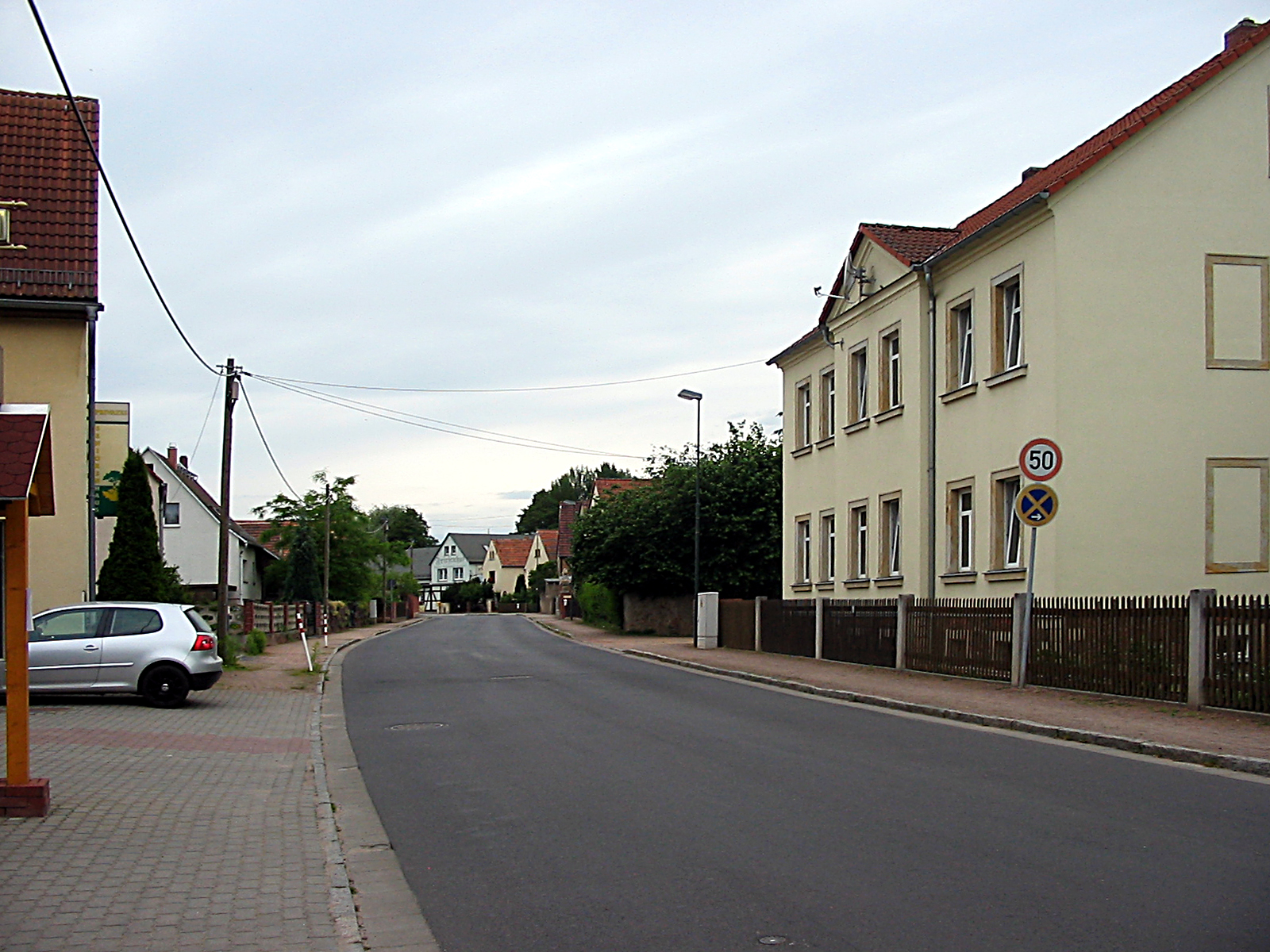
Dorfstraße Altlindenau

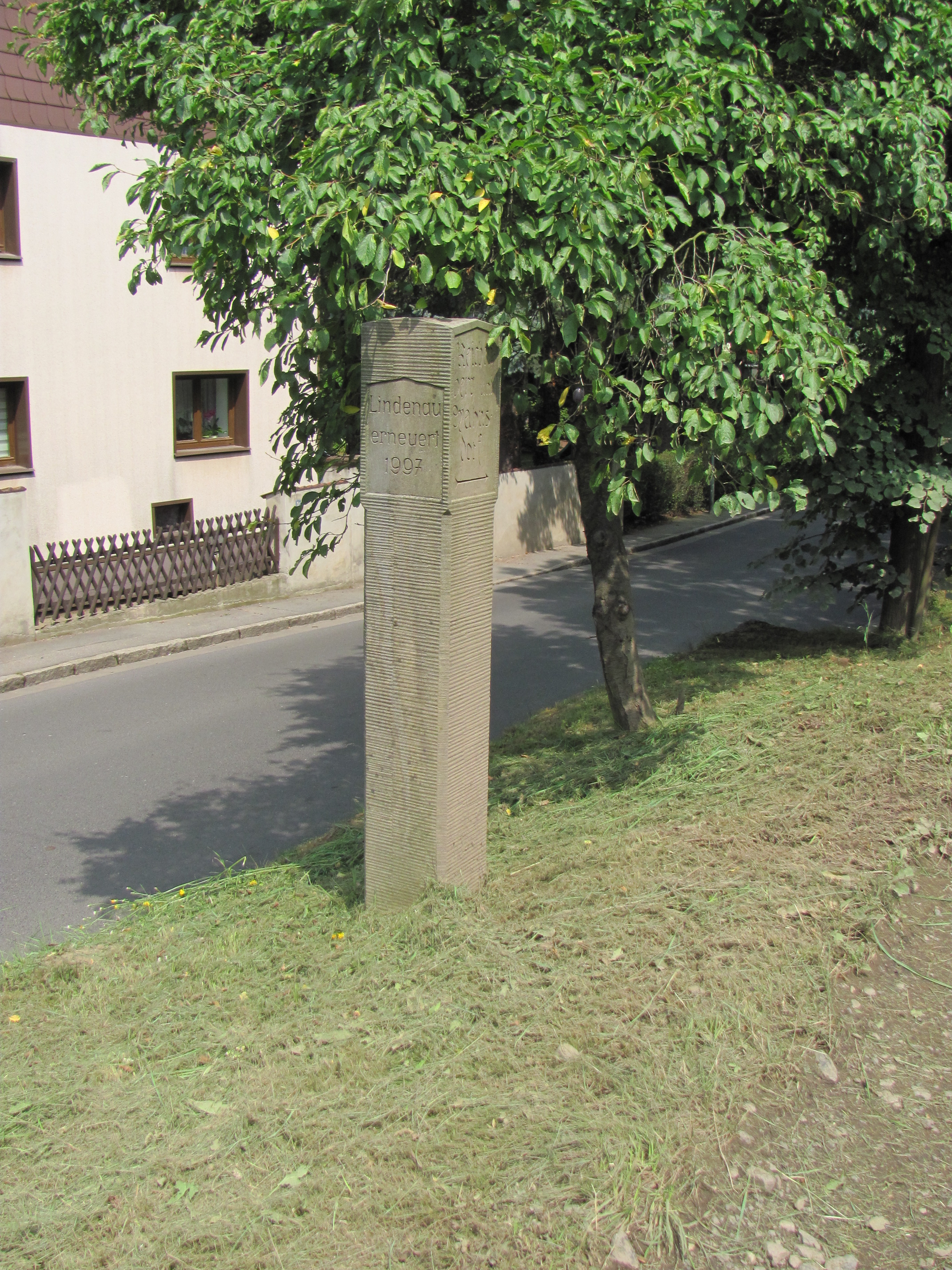
Wegweiser am Dorfende Richtung Norden

Das Gassendorf Lindenau wurde wahrscheinlich zwischen 1200 und 1230 als Ackerhäuslerdorf auf der Hochebene von den Burggrafen zu Dohna gegründet und 1287 als Lindenowe (so viel wie Linden-Aue) erstmals erwähnt.
1539 war Lindenau nach Kötzschenbroda gepfarrt. 1547 lag die Grundherrschaft zum Teil beim Amt Dresden, das Lindenau auch verwaltet hat, zum Teil beim Rittergut Scharfenberg der meißnischen Adelsfamilie Miltitz und zum Teil bei der Familie Blaßbalg zu Leipzig. Diese drei teilten sich 5½ Hufen und „15 besessene Mann, von denen stehen 10 dem Amt, 3 der Frau zum Scharfenberg (die auch das Gericht auf ihren drei Höfen hatte) und 2 dem Blasebalg zu Leipzig zu.“ An Erbzins waren zu zahlen an die „Gemeinde zu Kötzschenbroda: 5 ß 10 gr“, an „Frau zum Scharfenberg: 30 Fuder Mist“ und „der Blasebalgen zu Leipzig: 16 Fuder Mist“. Bis 1855 besaß die Familie Miltitz, vermutlich durch die Übernahme der beiden Güter der Familie Blaßbalg, die Lehen der Bauerngüter Altlindenau Nr. 2, 12, 14, 16 und 18, welches letztere heute unter Denkmalschutz steht. Altlindenau 16 war der Gasthof zu Lindenau, der „als ältestes Weingut der Lößnitzhöhen bereits 1639 erwähnt“ wird. Als Einhufengut mit Schankberechtigung war es der größte Hof von Lindenau. Auf Altlindenau 2 entstand 1894 der bis heute tätige Logistikdienstleister Hasse Transport, der sich inzwischen aus Platzgründen in Kötzschenbroda erweitert hat.
1843 lag die Verwaltungszugehörigkeit beim Amt Moritzburg. Nach 1855 fielen alle Güter an die Amtshauptmannschaft Dresden.
Gegen Ende des 19. Jahrhunderts erfuhr die Kommune Lindenau eine erhebliche Bevölkerungszunahme. Obwohl die Einwohner an der Moritzburger Straße, am Kreyernweg, Jagdweg und an der Ring- und Bergstraße kommunal zu Lindenau gezählt wurden, verblieben die entsprechenden Grundstücke jedoch auf der Flur von Kötzschenbroda-Oberort. Lindenau aber oblag die Pflicht der Straßenunterhaltung.
Am 1. Januar 1920 wurde Lindenau in die Landgemeinde Kötzschenbroda eingemeindet. 1935 wurde es zusammen mit der Stadt Kötzschenbroda Teil des neugeschaffenen Stadtkreises Radebeul.
Anfang der 1950er Jahre wurde Lindenau zum Erholungsort ernannt.

## Einwohnerentwicklung
| Jahr      | 1550 (1555)                                   | 1750 (1748)      | 1802 | 1834 | 1849 | 1871 | 1880 | 1890 | 1900 | 1910 | 1919 |
| Einwohner | 84 (15 besessene Mann, 1 Häusler, 4 Inwohner) | 108 (24 Häusler) | 134  | 196  | 205  | 263  | 322  | 407  | 688  | 773  | 704  |

## Kulturdenkmale
Einige Bauernhöfe (Nrn. 1, 18, 20, 24, 26, 28, 33) des Dorfkerns Altlindenau stehen heute unter Denkmalschutz, sie sind alle Wiederaufbauten aus dem 19. Jahrhundert von im Regelfall abgebrannten Wohnstallhäusern.

## Persönlichkeiten
Der Reichstagsabgeordnete und sozialdemokratische Politiker Georg Horn (1841–1919) lebte und verstarb in Lindenau. Die Traueradresse Ringstraße 36d wurde kommunal von Lindenau verwaltet, das Grundstück lag jedoch auf Oberkötzschenbrodaer Flur.

### Gemeindevorstände
Quelle:
- 1839–1843: Friedrich Samuel Schulze
- 1844–1849: Karl Friedrich Wilhelm Türke
- 1850–1851: Samuel Golde
- 1852–1855: Johann Christian Vogel
- 1856–1862: Johann Friedrich David Menzel
- 1862–1867: Johann Gottfried Jacob
- 1868–1874: Johann Friedrich David Menzel
- 1875–1892: Carl Gottlieb Winkler
- 1893–1894: Ehregott Wagner
- 1894–1919: Karl August Schulze